# Lissonota ulbrichtii
Lissonota ulbrichtii là một loài tò vò trong họ Ichneumonidae.